# 114239 Бермармі
114239 Бермармі (114239 Bermarmi) — астероїд головного поясу, відкритий 21 листопада 2002 року.
Тіссеранів параметр щодо Юпітера — 3,362.